# Stefano Rulli
Stefano Rulli (Roma, 3 ottobre 1949) è uno sceneggiatore e regista italiano, vincitore di cinque David di Donatello, quattro Nastro d'argento e tre Ciak d'oro.

## Biografia
È nato il 3 ottobre 1949 a Roma. Da giovane collabora come critico cinematografico a riviste come Ombre Rosse, Quaderni Piacentini, Cinemasessanta, Scena e pubblica una monografia dedicata a Roman Polański. Nel 1975 dirige assieme a Marco Bellocchio, Silvano Agosti e Sandro Petraglia il documentario Matti da slegare - Nessuno o tutti, dedicato alla malattia mentale; due anni più tardi, con lo stesso collettivo, gira l'inchiesta La macchina cinema, un racconto del mito del cinema e delle sue storture produttive.
Alla fine degli anni settanta inizia la sua attività di sceneggiatore, per film come Nel più alto dei cieli di Agosti e Il gabbiano di Bellocchio. Realizza anche una trilogia sulle borgate romane con Sandro Petraglia: Il pane e le mele (1980), Settecamini da Roma (1981) e Lunario d'inverno (1982).
Nella seconda metà degli anni ottanta lavora alle sceneggiature di serie televisive di successo, come La piovra (di cui realizza, sempre con Petraglia, la sceneggiatura delle stagioni 3-4-5-6-7). In seguito realizzerà la sceneggiatura di altre fiction, tra cui Uno bianca, Perlasca - Un eroe italiano, 'O professore. Per il cinema scrive la sceneggiatura di numerosi film, come Mery per sempre di Marco Risi, Il portaborse di Daniele Luchetti, Il ladro di bambini di Gianni Amelio (vincitore del Grand Prix Speciale della Giuria al festival di Cannes), Il toro di Carlo Mazzacurati (Leone d'Argento al festival di Venezia), La meglio gioventù di Marco Tullio Giordana, Romanzo criminale di Michele Placido, Mio fratello è figlio unico di Daniele Luchetti. Nel 1997 riceve il Premio Flaiano per la sceneggiatura per il lavoro svolto insieme a Sandro Petraglia.
Nel 2004 ha diretto il documentario Un silenzio particolare.
Ha vinto quattro David di Donatello per la migliore sceneggiatura: nel 1991 per Il portaborse, nel 2004 per La meglio gioventù e nel 2006 per Romanzo criminale e nel 2007 per Mio fratello è figlio unico.
Stefano Rulli è stato presidente del movimento dei Centoautori, poi divenuta associazione 100autori che rappresenta gli autori televisivi e cinematografici.
Dal novembre del 2012 al novembre 2016 è stato Presidente della Fondazione Centro Sperimentale di Cinematografia.
Dal marzo 2017 al 2024 è stato Presidente del Consiglio Superiore del Cinema e Audiovisivo del MIBACT.
Dal maggio 2025 torna a ricoprire la carica di presidente di 100autori.

## Vita privata
È vedovo della scrittrice Clara Sereni. Ha un figlio di nome Matteo.

## Filmografia

### Sceneggiatura
- Nel più alto dei cieli, regia di Silvano Agosti (1977)
- Il gabbiano, regia di Marco Bellocchio (1977)
- La macchina cinema (5 episodi, 1979)
- La donna del traghetto, regia di Amedeo Fago (1986)
- Attentato al Papa, regia di Giuseppe Fina (1986) - miniserie televisiva
- Mino - Il piccolo alpino, regia di Gianfranco Albano (1986)
- La piovra 3, regia di Luigi Perelli (1987)
- Una vittoria, regia di Luigi Perelli (1988)
- La piovra 4, regia di Luigi Perelli (1989)
- Mery per sempre, regia di Marco Risi (1989)
- La piovra 5 - Il cuore del problema, regia di Luigi Perelli (1990)
- Pummarò, regia di Michele Placido (1990)
- I misteri della giungla nera, regia di Kevin Connor (1991)
- Il muro di gomma, regia di Marco Risi (1991)
- Il portaborse, regia di Daniele Luchetti (1991)
- La piovra 6 - L'ultimo segreto, regia di Luigi Perelli (1992)
- Il ladro di bambini, regia di Gianni Amelio (1992)
- Arriva la bufera, regia di Daniele Luchetti (1993)
- Il toro, regia di Carlo Mazzacurati (1994)
- La piovra 7 - Indagine sulla morte del commissario Cattani, regia di Luigi Perelli (1995)
- La scuola, regia di Daniele Luchetti (1995)
- Pasolini, un delitto italiano, regia di Marco Tullio Giordana (1995)
- Vesna va veloce, regia di Carlo Mazzacurati (1996)
- La tregua, regia di Francesco Rosi (1997)
- Don Milani - Il priore di Barbiana, regia di Antonio e Andrea Frazzi (1997)
- Auguri professore, regia di Riccardo Milani (1997)
- I piccoli maestri, regia di Daniele Luchetti (1998)
- La vita che verrà, miniserie televisiva, regia di Pasquale Pozzessere (1999)
- Come l'America, regia di Antonio e Andrea Frazzi (2001)
- Uno bianca, miniserie televisiva, regia di Michele Soavi (2001)
- Perlasca - Un eroe italiano, regia di Alberto Negrin (2002)
- La meglio gioventù, regia di Marco Tullio Giordana (2003)
- Le chiavi di casa, regia di Gianni Amelio (2004)
- Cefalonia, miniserie televisiva, regia di Riccardo Milani (2005)
- Quando sei nato non puoi più nasconderti, regia di Marco Tullio Giordana (2005)
- Romanzo criminale, regia di Michele Placido (2005)
- Mio fratello è figlio unico, regia di Daniele Luchetti (2007)
- 'O professore, miniserie televisiva, regia di Maurizio Zaccaro (2008)
- La nostra vita, regia di Daniele Luchetti (2010)
- Romanzo di una strage, regia di Marco Tullio Giordana (2012)
- Educazione siberiana, regia di Gabriele Salvatores (2012)
- Volare - La grande storia di Domenico Modugno, regia di Riccardo Milani (2013)
- Suburra, regia di Stefano Sollima (2015)
- La casa degli sguardi, regia di Luca Zingaretti (2024)

### Regia
- Matti da slegare (1976)
- La macchina cinema (1979)
- Il pane e le mele (1980)
- Settecamini da Roma (1981)
- Lunario d'inverno (1982).
- Un silenzio particolare (2004)

## Premi e riconoscimenti
- Festival internazionale del cinema di Berlino
  - 1975 - Premio FIPRESCI per Matti da slegare
  - 1979 - Premio FIPRESCI per La macchina cinema
- European Film Awards
  - 2003 - Candidatura a migliore sceneggiatura per La meglio gioventù
- Chicago International Film Festival
  - 1980 - Candidatura a miglior documentario per La macchina cinema
- David di Donatello
  - 1991 - Migliore sceneggiatura per Il portaborse
  - 1992 - Candidatura a migliore sceneggiatura per Il ladro di bambini e Il muro di gomma
  - 1997 - Candidatura a migliore sceneggiatura per La tregua
  - 2004 - Migliore sceneggiatura per Le chiavi di casa
  - 2005 - Migliore documentario per Un silenzio particolare
  - 2005 - Candidatura a migliore sceneggiatura per La meglio gioventù
  - 2006 - Migliore sceneggiatura per Romanzo criminale
  - 2007 - Migliore sceneggiatura per Mio fratello è figlio unico
  - 2011 - Candidatura a migliore sceneggiatura per La nostra vita
  - 2012 - Candidatura a migliore sceneggiatura per Romanzo di una strage
- Nastro d'argento
  - 1992 - Migliore soggetto per Il portaborse
  - 1992 - Candidatura a migliore sceneggiatura per Il portaborse
  - 1993 - Migliore sceneggiatura per Il ladro di bambini
  - 1995 - Candidatura a migliore soggetto per Il toro
  - 1996 - Candidatura a migliore sceneggiatura per La scuola
  - 2004 - Migliore sceneggiatura per La meglio gioventù
  - 2005 - Candidatura a migliore sceneggiatura per Le chiavi di casa
  - 2006 - Candidatura a migliore sceneggiatura per Romanzo criminale
  - 2008 - Candidatura a migliore sceneggiatura per Mio fratello è figlio unico
  - 2010 - Candidatura a migliore sceneggiatura per La nostra vita
  - 2012 - Migliore sceneggiatura per Romanzo di una strage
  - 2013 - Candidatura a migliore sceneggiatura per Bella addormentata
  - 2014 - Candidatura a migliore sceneggiatura per Anni felici
- Ciak d'oro
  - 1990 - Candidatura a migliore sceneggiatura per Mery per sempre
  - 1992 - Candidatura a migliore sceneggiatura per Il muro di gomma
  - 1992 - Migliore sceneggiatura per Il portaborse[1]
  - 1993 - Migliore sceneggiatura per Il ladro di bambini
  - 1996 - Candidatura a migliore sceneggiatura per La scuola
  - 2004 - Candidatura a migliore sceneggiatura per La meglio gioventù
  - 2005 - Migliore sceneggiatura per Le chiavi di casa[2]
  - 2006 - Candidatura a migliore sceneggiatura per Romanzo criminale
  - 2007 - Candidatura a migliore sceneggiatura per Mio fratello è figlio unico
  - 2012 - Candidatura a migliore sceneggiatura per Romanzo di una strage
- Globo d'oro
  - 2004 - Miglior sceneggiatura per La meglio gioventù
  - 2012 - Candidatura a miglior sceneggiatura per Romanzo di una strage